# Agrotis rufina
Agrotis rufina är en fjärilsart som beskrevs av Escalera 1920. Agrotis rufina ingår i släktet Agrotis och familjen nattflyn. Inga underarter finns listade i Catalogue of Life.